# José Val del Omar
José Val del Omar (Granada, 27 d'octubre de 1904 - Madrid, 4 d'agost de 1982) va ser un director de cinema espanyol i inventor, considerat un pioner del cinema experimental i de la tecnologia audiovisual.

## Trajectòria
José Val del Omar va ser un gran creador d'un talent artístic i tecnològic extraordinari. Descobrí la seva vocació pel cinema després d'una estada a París el 1921. De 1932 a 1936 va treballar en les Missions pedagògiques de la II República, rodant uns 40 documentals (la major part dels quals s'ha perdut). Val del Omar va ser contemporani i camarada de Federico García Lorca, Luis Cernuda, Josep Renau, María Zambrano i altres noms d'una Edat de Plata truncada amb la guerra civil espanyola. Durant el conflicte va col·laborar en la salvació d'obres d'art del Museu del Prado i de la Biblioteca Nacional. Després de la guerra les noves autoritats el van obligar a col·laborar en algunes filmacions de propaganda del règim. El 1949 va posar en marxa un laboratori experimental d'electroacústica a Ràdio Nacional d'Espanya, on es va fer el primer enregistrament estereofònic d'El amor brujo de Manuel de Falla.
Va ser un creient del cinema, fou un il·luminat per nous horitzons que va formular mitjançant les sigles PLAT -que equivalen al concepte totalitzador de Picto-Lumínica-Àudio-Tàctil-. En 1928 va anticipar ja diverses de les seves tècniques més característiques, com l'objectiu de distància focal variable (zoom), incloent el desbordament apanoràmic de la imatge, la sortida fora dels límits de la pantalla, i el concepte de visió tàctil. Aquestes tècniques, com les del so diafònic (que va patentar el 1944) i altres exploracions en el camp sonor, les aplicaria en el seu Tríptic Elemental d'Espanya, que inclou: Aguaespejo granadino (1953-55), Fuego en Castilla (1958-60), que va rebre alguns premis al Festival Internacional de Cinema de Canes el 1961, i Acariño galaico (1961/1981-82/1995) conclòs pòstumament. Ja que la seva obra i la seva tenaç activitat investigadora -a contrapèl de la incomprensió i l'oblit- no van començar a ser redescobertes fins a poc abans de la seva mort, sent en canvi el principi d'un renaixement que segueix guanyant adeptes. Sin fin, com ell posava al terme dels seus films. Va morir d'un accident d'automòbil.
Durant el 2011 el Palau de la Virreina li va dedicar una exposició retrospectiva.

## Filmografia
- En un rincón de Andalucía (1925)
- Estampas 1932
- Murcia (1935)
- Vibraciones de Granada (1935)
- Las Hurdes (1936)
- Liberación de Valencia (1939),
- Aguaespejo granadino (1953-55).
- Fuego en Castilla (1958-60).
- Acariño galaico (1961/1981-82/1995)
- Festivales de España (1963)
- Variaciones sobre una granada (1975)
- Ojalá (1982)